# Lijst van nummer 1-albums in de Nederlandse Album Top 100 in 1986
Onderstaande albums stonden in 1986 op nummer 1 in de Nationale Hitparade Elpee Top 75 en vanaf 4 oktober 1986 in de Nationale Totale Top 75, de voorlopers van de huidige Nederlandse Album Top 100. Wekelijks verzamelde bureau Intomart gegevens voor het samenstellen van de lijst onder auspiciën van Buma/Stemra.
| Nummer | Datum        | Artiest                               | Titel                    | Opmerking     |
| ------ | ------------ | ------------------------------------- | ------------------------ | ------------- |
| 228    | 4 januari    | BZN                                   | Christmas with BZN       |               |
| 227    | 11 januari   | Sade                                  | Promise                  |               |
|        | 18 januari   | Sade                                  | Promise                  |               |
| 229    | 25 januari   | Simply Red                            | Picture book             |               |
|        | 1 februari   | Simply Red                            | Picture book             |               |
| 227    | 8 februari   | Sade                                  | Promise                  |               |
|        | 15 februari  | Sade                                  | Promise                  |               |
| 230    | 22 februari  | Diverse artiesten                     | Rocky IV                 | Soundtrack    |
|        | 1 maart      | Diverse artiesten                     | Rocky IV                 | Soundtrack    |
| 231    | 8 maart      | Talk Talk                             | The colour of spring     |               |
| 230    | 15 maart     | Diverse artiesten                     | Rocky IV                 | Soundtrack    |
| 231    | 22 maart     | Talk Talk                             | The colour of spring     |               |
| 229    | 29 maart     | Simply Red                            | Picture book             |               |
|        | 5 april      | Simply Red                            | Picture book             |               |
| 232    | 12 april     | The Rolling Stones                    | Dirty work               |               |
| 233    | 19 april     | Prince & The Revolution               | Parade                   |               |
|        | 26 april     | Prince & The Revolution               | Parade                   |               |
| 234    | 3 mei        | Chris Rea                             | On the beach             |               |
| 235    | 10 mei       | Diverse artiesten                     | Now this is music 4      | Verzamelalbum |
|        | 17 mei       | Diverse artiesten                     | Now this is music 4      | Verzamelalbum |
| 236    | 24 mei       | Robert Long                           | Achter de horizon        |               |
| 235    | 31 mei       | Diverse artiesten                     | Now this is music 4      | Verzamelalbum |
| 237    | 7 juni       | Peter Gabriel                         | So                       |               |
|        | 14 juni      | Peter Gabriel                         | So                       |               |
|        | 21 juni      | Peter Gabriel                         | So                       |               |
|        | 28 juni      | Peter Gabriel                         | So                       |               |
|        | 5 juli       | Peter Gabriel                         | So                       |               |
| 238    | 12 juli      | Madonna                               | True blue                |               |
|        | 19 juli      | Madonna                               | True blue                |               |
|        | 26 juli      | Madonna                               | True blue                |               |
| 239    | 2 augustus   | Wham!                                 | The final                |               |
|        | 9 augustus   | Wham!                                 | The final                |               |
|        | 16 augustus  | Wham!                                 | The final                |               |
| 238    | 23 augustus  | Madonna                               | True blue                |               |
|        | 30 augustus  | Madonna                               | True blue                |               |
|        | 6 september  | Madonna                               | True blue                |               |
|        | 13 september | Madonna                               | True blue                |               |
|        | 20 september | Madonna                               | True blue                |               |
|        | 27 september | Madonna                               | True blue                |               |
| 240    | 4 oktober    | Paul Simon                            | Graceland                |               |
| 238    | 11 oktober   | Madonna                               | True blue                |               |
| 241    | 18 oktober   | BZN                                   | Heartbreaker             |               |
|        | 25 oktober   | BZN                                   | Heartbreaker             |               |
|        | 1 november   | BZN                                   | Heartbreaker             |               |
| 242    | 8 november   | Diverse artiesten                     | Now this is music 5      | Verzamelalbum |
| 240    | 15 november  | Paul Simon                            | Graceland                |               |
|        | 22 november  | Paul Simon                            | Graceland                |               |
| 243    | 29 november  | Bruce Springsteen & The E Street Band | Live / 1975-85           |               |
| 244    | 6 december   | Kinderen voor Kinderen                | Kinderen voor Kinderen 7 |               |
|        | 13 december  | Kinderen voor Kinderen                | Kinderen voor Kinderen 7 |               |
|        | 20 december  | Kinderen voor Kinderen                | Kinderen voor Kinderen 7 |               |
| 245    | 27 december  | Diverse artiesten                     | Hits album 5             | Verzamelalbum |